# Gasterofiliasi
La gasterofiliasi è una malattia parassitaria che colpisce gli equini.
È una miasi, cioè una malattia dovuta a deposizione di uova di mosca in tessuto di animale vivo.

## Il parassita Gasterophilus spp
La malattia è provocata dalla presenza nello stomaco degli equidi di un gran numero di larve del parassita gasterophilus, un Dittero della famiglia dei Gasterofilidi.
Gli adulti sono più attivi alla fine dell'estate, prima di morire in quanto vivono pochi giorni. Si accoppiano e le femmine depongono le uova sugli arti e sui fianchi del cavallo. Le uova che appaiono giallastre o biancastre sull'animale schiudono dopo circa 5 giorni o anche prima a causa del calore (che aumenta durante le fasi di estro) dato dal leccamento dell'animale.
Le larve L1 possono così andare facilmente in bocca, attraverso il leccamento oppure direttamente, in questa regione mutano a L2 e passando per il retrobocca, faringe, esofago, cardias raggiungono lo stomaco e attaccandosi alla mucosa gastrica diventano L3. Si staccano e raggiungono l'ambiente esterno tramite il materiale fecale. Possono soggiornare alcuni giorni nel retto.
I passiti sono il Gastrophilus Haemorrhoidalis, Gasterophilus Intestinalis e gasterophilus Nasalis.

## La malattia
Nello stomaco che possono causare con il loro apparato buccale delle ulcere gastriche. La malattia si manifesta con inappetenza, seguita da dimagrimento ed eventualmente coliche.